# Omphaloscelis pallida
Omphaloscelis pallida là một loài bướm đêm trong họ Noctuidae.